# OQ-2靶機
Radioplane OQ-2是由無線電飛機公司研製，美國首款大規模量產的無人機。該機及其改進型共生產超過一萬架，並廣泛服役於二戰之中

## 發展

展示於航空無人機博物館的OQ-2

OQ-2最初是一款由華特．萊特設計的小型無線電控制遙控飛機。演員雷金納德·丹尼隨後購買該設計以及發動機，其將其向陸軍推銷。雷金納德·丹尼重新將這款遙控飛機命名為RP-2，並在1939年向陸軍展示了經過多次升級的版本，包括RP-2、RP-3和RP-4。
1940年，陸軍訂購了53架RP-4（一些來源將RP-4稱為OQ-1，但這個代號從未被正式使用），隨後又於1941年訂購RP-5，命名為OQ-2。美國海軍也購買該款無人機，並將其命名為TDD-1。而後數千架OQ-2在無線電飛機公司位於洛杉磯凡奈斯機場的工廠中開始生產。
二戰結束後，無線電飛機的無人靶機曾進行各種實驗。在1950年的一次實驗中，使用一種衍生自QQ-3 Radioplane無人機的型號來鋪設軍用通信電纜。而後公司於1952年被諾斯洛普公司收購。

### 設計
OQ-2是一款結構簡單的無人機，採用一具雙缸二衝程活塞發動機，驅動兩個反向旋轉的螺旋槳，無線電控制系統由班迪克斯公司製造。OQ-2只能通過彈射發射，假若沒有被擊落，則通過降落傘回收（只有OQ-2有起落架，藉由降落傘緩衝著陸，而後所有的型號都放棄起落架）。

### 世界巨星的起源

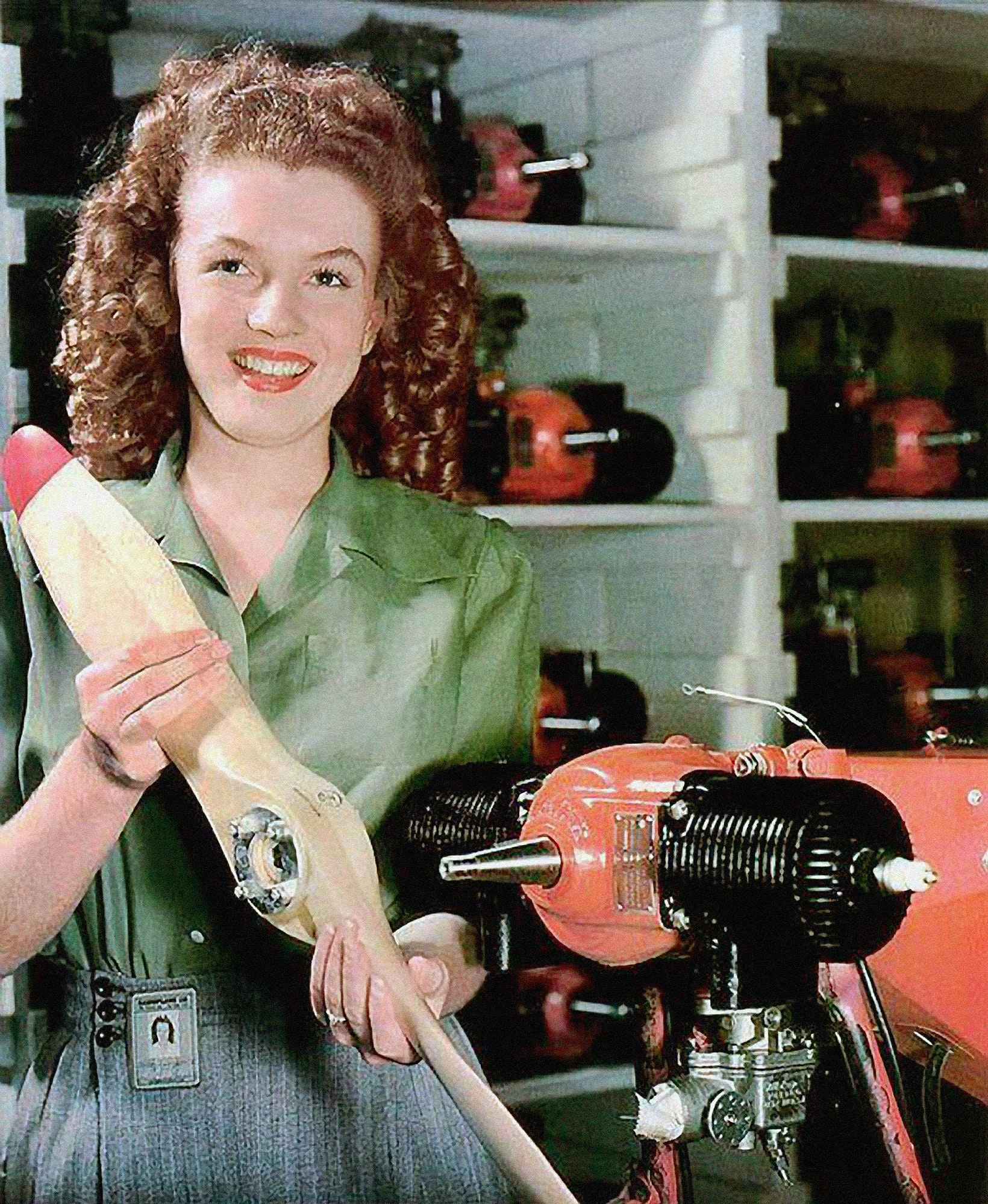
瑪麗蓮·夢露與RP-5的螺旋槳

1945年6月26日，陸軍攝影師大衛·康諾弗在工廠中遇見了一位名叫諾瑪·珍·莫滕森的年輕女工人，鑑於其出色的外貌，康諾佛在工廠中替莫藤森拍攝了形象照，而後該名漂亮的工人於二戰結束後從工廠離職，並改名為瑪麗蓮·夢露。

### 書目
- Parker, Dana T., , Cypress, CA, 2013, ISBN 978-0-9897906-0-4

本文包含網路資料Unmanned Aerial Vehicles （页面存档备份，存于） by Greg Goebel, which exists in the Public Domain.

## 外部連結
- "The Radioplane Target Drone" （页面存档备份，存于） a complete history of Radioplane in the World War II era.